# Mednarodno letališče Hejdar Alijev
Mednarodno letališče Hejdar Alijev (IATA: LPP; ICAO: EFLP) je letališče v Azerbajdžanu, ki primarno oskrbuje Baku.